# Evangelische Kirche Rambach (Wiesbaden)

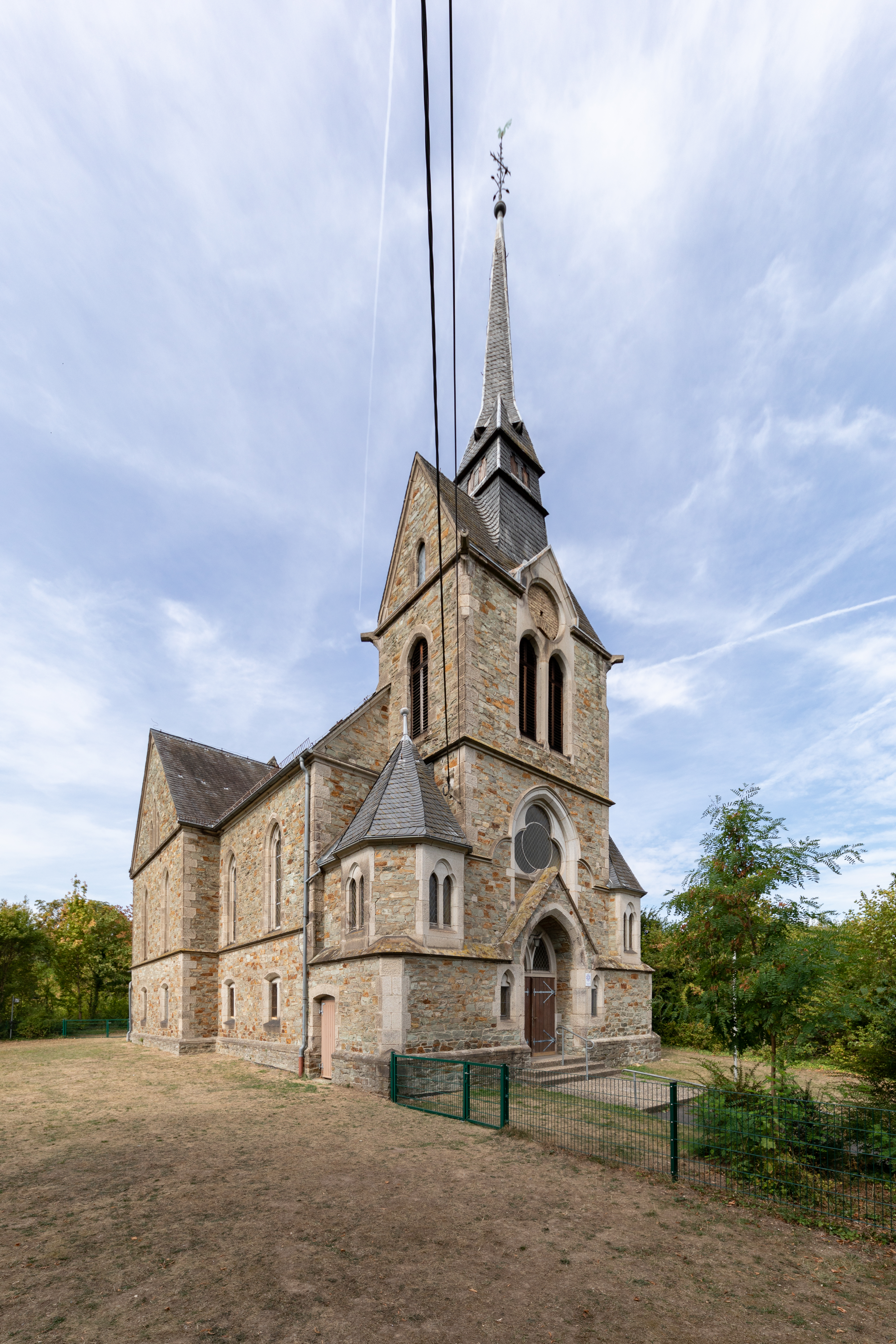
Die evangelische Kirche in Rambach (2018)

Die Evangelische Kirche im Wiesbadener Stadtteil Rambach steht auf einer Anhöhe. Sie überragt Rambach so und prägt das Ortsbild entsprechend dieser Lage. Sie ist 33 Meter lang, 13 Meter breit und bis zum Dachreiter 26 Meter hoch. Errichtet wurde sie mit Grünstein aus dem örtlichen Steinbruch. Eine der vier Glocken des Geläuts stammt aus dem Jahr 1483. Diese 220 kg schwere Glocke wurde nach Ende des Zweiten Weltkrieges als „Patenglocke“ übernommen und 1952 auf den Namen Friedensglocke getauft.
Die Kirchengemeinde gehört zum Dekanat Wiesbaden der Propstei Rhein-Main der Evangelischen Kirche in Hessen und Nassau.

## Geschichte

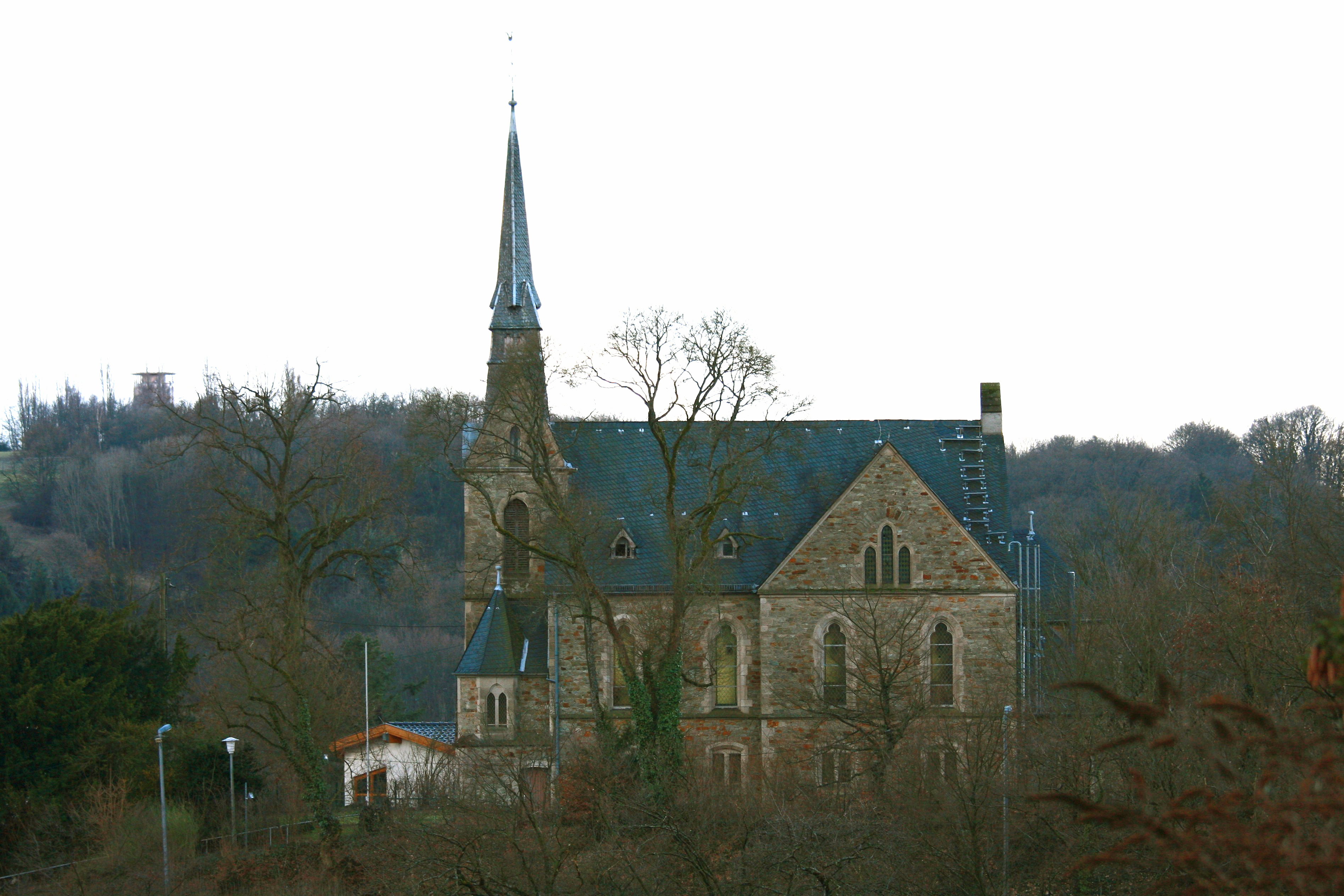
Die Kirche von der gegenüberliegenden Talseite aus (2010)

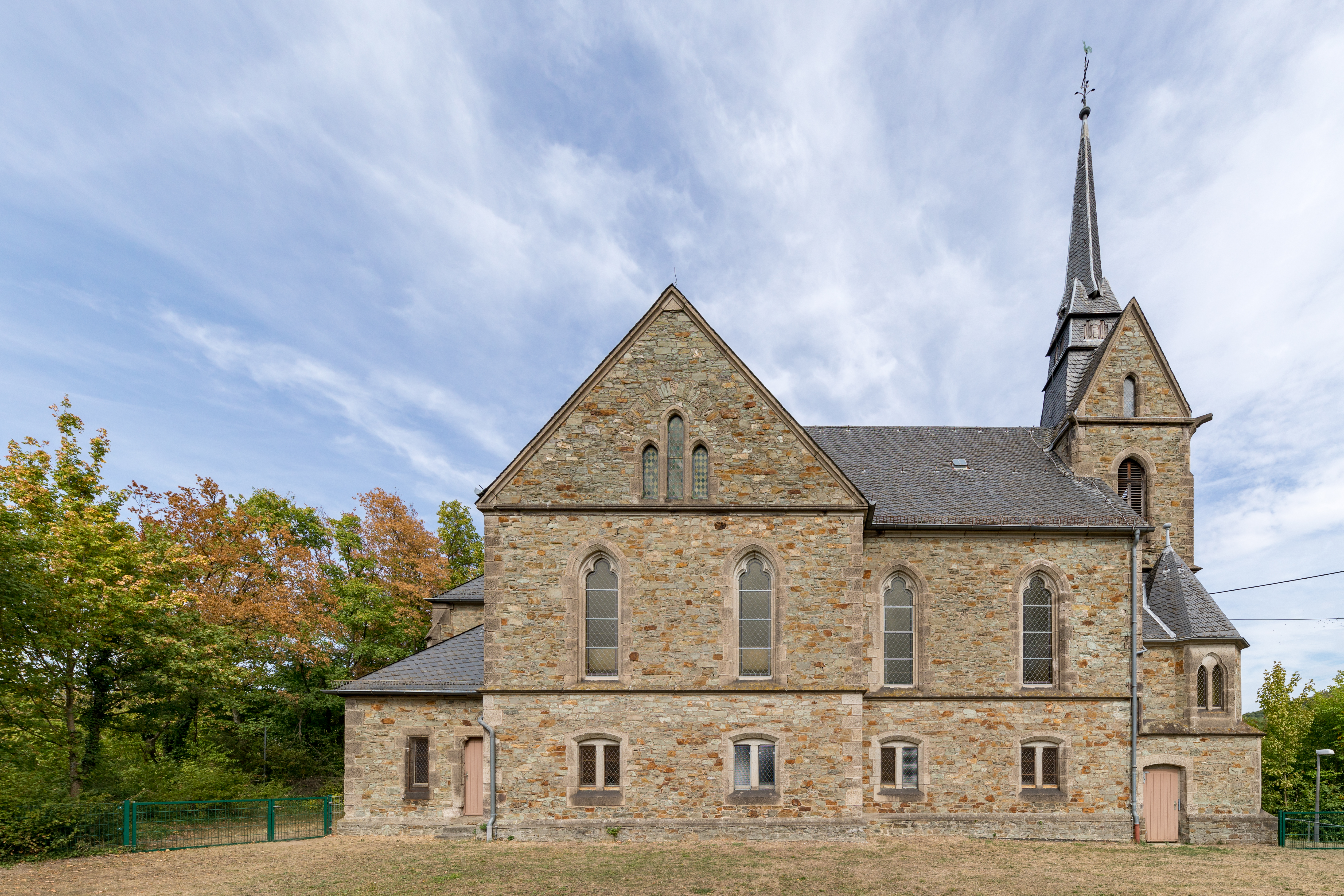
Die 1892 eingeweihte Evangelische Kirche Rambach (2018)

### Wehrturm
Auf der Anhöhe, auf der heute die Kirche steht, war ursprünglich ein Wehrturm eingerichtet. Dieser diente der Sicherung des Eppsteiner Besitzes im 1264 erstmals erwähnten Rambach gegenüber dem Haus Nassau. Nassau unterhielt in benachbarten Sonnenberg die Burg Sonnenberg, bedrohte so das Eppsteiner Herrschaftsgebiet. Von diesem Wehrturm finden sich heute keine Überreste mehr, lediglich Geländespuren deuten die seinerzeitige Existenz noch an.

### Vorgängerkirchen
Heute wird angenommen, dass die Kirche zwei Vorgängerbauten hatte, die sich allerdings nicht an gleicher Stelle befanden, sondern vielmehr im Rambacher Talgrund errichtet waren. Dies war einmal eine kleine Kapelle, die 1546 bei einem verheerenden Feuer in Ober-Rambach abbrannte. Sie wurde 1680 durch eine Holzkirche ersetzt, über deren Entstehungsgeschichte allerdings nichts weiteres bekannt ist. Diese Holzkirche wurde 1887 als baufällig erklärt und 1891 abgerissen. Unter anderem soll sie in Kriegen stark beschädigt worden sein.

### Heutige Kirche
Die heutige Kirche wurde am 15. September 1893 nach 14 Monaten Bauzeit eingeweiht. Die Gemeinde hatte den Kirchhof für 20 Mark gekauft. Die Leitung des Baus hatten der Rambacher Maurermeister Philipp Christian Schneider und der Herborner Architekt Ludwig Hofmann (1862–1933). Die Baukosten lagen unter 40.000 Mark.